# 直玉主売
直 玉主売（あたい の たまぬしめ、生没年不詳）は、奈良時代の女性。

## 出自
「直」とは本来姓の名前であったが、氏の名前として用いられるようになったものである。紀伊国名草郡（和歌山県和歌山市・海南市）・壱岐島・対馬に分布し、紀伊国造・伊岐国造・対馬国造と関連をもち、神祇関係にかかわることが多かった。『続日本紀』巻第三十四によると、宝亀8年（777年）3月に直乙麻呂ら28人・直諸弟ら23人・直秋人ら108人にそれぞれ「紀神直」・「紀名草直」・「紀忌垣直」が賜与されたことが見える、壱岐の直氏には、『日本三代実録』貞観9年（867年）1月7日の直千世麻呂の名が見え、同年8月21日には宿禰を賜姓されている。

## 経歴・人物
壱岐島壱岐郡の人物。15歳の時に夫と死別するが、その後生涯再婚せず、30年余に渡り亡夫の墓を守った。このことが朝廷より評され、宝亀3年（772年）に爵二級を叙され、さらに田租を終身免除された。
戸令24「聴婚嫁条」によると、当時の女性の結婚許可年齢は13歳であり、この年で結婚したとすれば玉主売は3年未満の結婚生活を過ごしたことになる。また彼女の生き方は賦役令17「孝子順孫条」の「節婦」に相当し、節婦の同籍は悉く課役を免除することになっているが、本条では田租免除のほかに爵二級を賜与されており、同条の「精誠の通感する者（これらの美徳が神に通じて奇跡を生じた者）があれば、別に優賞をも加えること」が適用されたものと思われる。